# Шалдыбин, Аркадий Яковлевич
Шалдыбин Аркадий Яковлевич (1915—?) — бригадир проходческой бригады шахты № 1/2 (будущая «Ударновская») треста «Сахалинуголь», Герой Социалистического Труда (1966).

## Биография
Родился в 1915 году. Участвовал в Великой Отечественной войне. На Сахалине работал электрослесарем, машинистом подземных установок, бригадиром проходческой бригады шахты «Ударновская». Стал инициатором соревнования за высокую эффективность проходки горных выработок. Коллектив под его руководством установил два всесоюзных рекорда проходки горных выработок.
6 января 1966 года Указом Президиума Верховного Совета СССР за выдающиеся успехи в эффективном использовании горной техники, достижение высоких технико-экономических показателей проходки горных выработок и умелое руководство бригадой А. Я. Шалдыбину присвоено звание Героя Социалистического Труда с вручением ордена Ленина и золотой медали «Серп и Молот».

## Награды
- медаль «Серп и Молот» (6 января 1966);
- орден Ленина (6 января 1966);
- орден Отечественной войны 2-й степени;
- медаль «За победу над Германией в Великой Отечественной войне 1941—1945 гг.» (1945);
- медаль «30 лет Советской Армии и Флота» (1948);
- медаль «40 лет Вооружённых Сил СССР» (1957);
- медаль «Ветеран труда»;
- знак «Шахтёрская слава» трёх степеней.